# Віллановафранка
Віллановафранка (італ. Villanovafranca, сард. Biddanoa Franca) — муніципалітет в Італії, у регіоні Сардинія,  провінція Медіо-Кампідано.
Віллановафранка розташована на відстані близько 390 км на південний захід від Рима, 50 км на північ від Кальярі, 13 км на північний схід від Санлурі, 32 км на північний схід від Віллачідро.
Населення — 1389 осіб (2014).

## Демографія
Населення за роками:

Станом на 1 січня 2023 року в муніципалітеті офіційно проживало 19 іноземців з 7 країн, серед них 11 громадян країн Євросоюзу.

## Сусідні муніципалітети
- Баруміні
- Есколька
- Джезіко
- Гуазіла
- Лас-Плассас
- Вілламар